# ولادیمیر ایوانف (تنیس‌باز)
 ولادیمیر ایوانف (انگلیسی: Vladimir Ivanov؛ زاده ۱۰ آوریل ۱۹۸۷) یک تنیس‌باز اهل استونی است.